# 卡罗尔县 (俄亥俄州)
卡罗尔县（英語：Carroll County）是美國俄亥俄州東部的一個縣。面積1,033平方公里。根據美國2000年人口普查，共有人口28,836。縣治卡罗尔顿。
成立於1840年，縣名紀念查理·卡洛爾（Charles Carroll of Carrollton），《美國獨立宣言》簽署者中唯一的天主教徒及最晚去世者。